# Second Division 1967/1968
Football League Second Division 1967/1968 byla druhou nejvyšší anglickou fotbalovou soutěží. Vítězem se stalo mužstvo Ipswich Town FC. Postoupily týmy Ipswich Town FC a Queens Park Rangers FC. Sestoupily týmy Rotherham United FC a Plymouth Argyle FC.

## Konečná tabulka
Z = odehrané zápasy; V = výhry; R = remízy; P = prohry; GD = dané goly; GI = inkasované goly; Bod = počet bodů

P = postup do Football League First Division 1968/1969, S = sestup do Football League Third Division 1968/1969, CW = postup do Poháru vítězů pohárů 1968/1969 jako vítěz waleského poháru.